# Ithycyphus oursi
Ithycyphus oursi — вид змій родини Pseudoxyrhophiidae. Ендемік Мадагаскару.

## Поширення і екологія
Ithycyphus oursi мешкають на південному заході і півдні острова Мадагаскар. Вони живуть в сухих тропічних лісах і чагарникових заростях та на луках.